# Співак (фільм)
«Співак» — фільм 2006 року.

## Зміст
Життя володаря «золотого голосу», популярного виконавця латиноамериканської сальси Гектора Лаво, почалася в спекотному Пуерто-Рико і трагічно обірвалося у холодному Нью-Йорку. У ньому було все – убогість і багатство, натхнення і відчай, блискавичний успіх і таке ж блискавичне падіння. Воно було подібне сальсі – палкій, швидкій і оригінальній, де стрімкий вихор пристрасті закручував знаменитого Гектора Лаво і його вірну подругу Нільду Перес у яскравому і небезпечному танці кохання. Доля без втоми спокушала його, і він відповідав їй тим самим.